# Outarde kori
Pour les articles homonymes, voir Outarde.
Ardeotis kori
Espèce
Statut CITES
Statut de conservation UICN

 NT  : Quasi menacé
L'Outarde kori (Ardeotis kori) est une grande espèce d'oiseaux appartenant à la famille des Otididae. Elle vit en Afrique. C'est l'un des oiseaux capables de voler les plus lourds du monde.

## Description
Cet oiseau a une grande taille et une silhouette massive et trapue. Il possède des ailes et un dos bruns, des épaules blanches marquées de motifs écaillés noirs, un ventre blanc, un cou allongé et une tête grisâtres finement rayés de noir, des  moustaches, un front et une crête noirs, des sourcils et un menton blancs, un bec étroit moyennement long et gris, des pattes allongées jaunâtres et des iris brun sombre. Les femelles sont plus petites et plus élancées que les mâles.
Le mâle mesure 110 à 130 cm de longueur pour une masse moyenne de 12,4 kg, cela dit les individus les plus lourds peuvent atteindre près de 20 kg, ce qui fait de cette espèce l’un des oiseaux volants les plus lourds du monde, avec la grande outarde qui vit en Europe et en Asie et qui lui dispute ce titre. Certains rapporteraient qu'il existe des spécimens atteignant jusqu'à 34 kg. Cela dit cela n'a jamais été prouvé et les spécialistes sont sceptiques devant la très grande différence entre les records authentifiés et ces records hypothétiques. La femelle mesure de 100 à 105 cm de longueur pour une masse moyenne de 5,7 kg. Elle mesure donc 20 % de moins que le mâle pour une masse de 50 à 75 % inférieure.

## Comportement

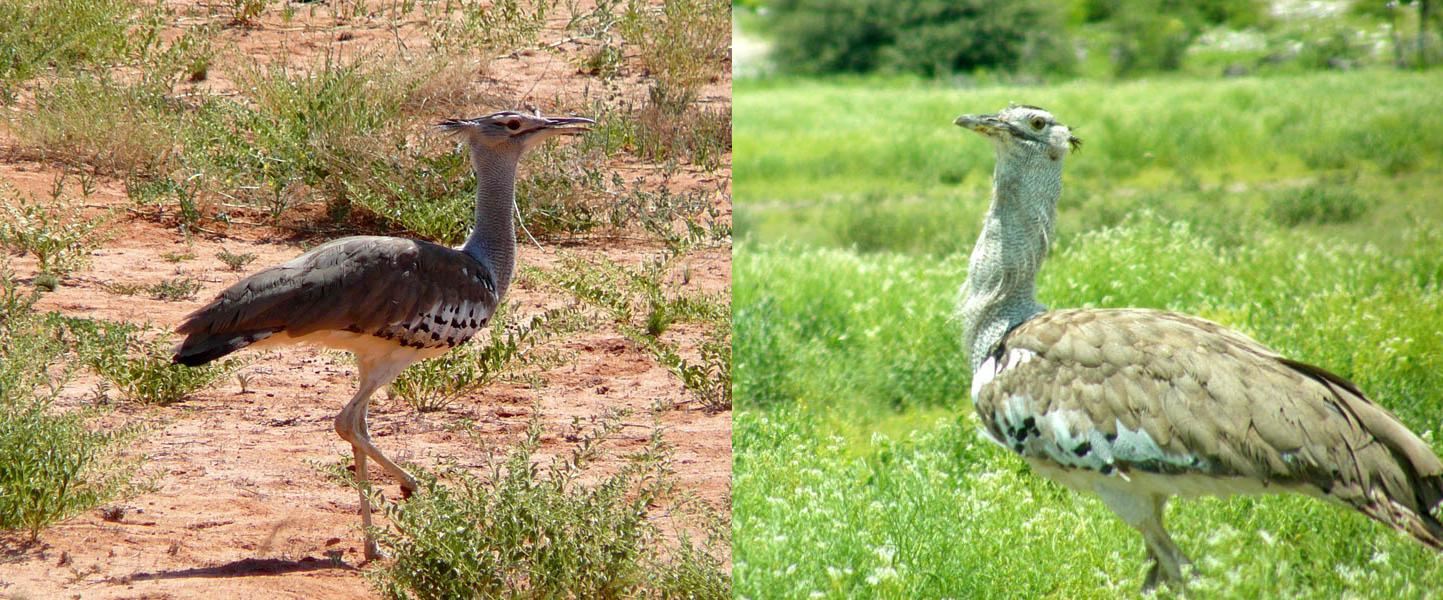
Outardes koris. À gauche: femelle, Parc national Kgalagadi, Afrique du Sud. À droite: mâle, Parc national d'Etosha, Namibie

Cette espèce est peu craintive et assez silencieuse. Elle se déplace lentement à la recherche de nourriture. Il n’est pas rare que des guêpiers se posent sur le dos des outardes koris pour chasser les insectes que ces dernières effraient en marchant dans les herbes. Comme dit plus haut cet oiseau est capable de voler. Il reste cependant principalement terrestre mais peut s'envoler assez loin en cas de danger imminent.

## Alimentation
Cet oiseau est omnivore mais plus carnivore que les autres outardes. Les insectes composent une grande part de son régime alimentaire, ainsi que les petits reptiles, les rongeurs, les jeunes pousses, les graines et les baies.

## Reproduction
Cette espèce est polygyne. Lors de la parade, le mâle hérisse les longues plumes de son cou et gonfle son œsophage (pouvant atteindre 4 fois la taille ordinaire) lui donnant un aspect bulbeux très massif. Il pointe sa crête à la verticale et soulève sa queue contre son dos. Il déploie aussi ses ailes jusqu’au sol. Il produit aussi de lourds cris graves « oom-oom-oom ». Après s’être accouplé, le mâle cherche immédiatement une autre femelle. Cette dernière s’occupera du nid (une simple cuvette creusée dans le sol) où elle pondra 1 ou 2 œufs (olive pâle tachetés de brun) et de l’incubation (23 ou 24 jours). Les poussins sont nidifuges et suivent donc la femelle. Ils atteindront leur maturité sexuelle à 2 ans au plus tôt.

## Habitat
Cet oiseau affectionne les savanes arides et semi-arides, les prairies, avec des arbres et des broussailles disparates.

## Répartition
Deux populations isolées existent :
- Afrique de l’est (Ardeotis kori struthiunculus) : nord de l’Ouganda, est de l’Éthiopie, extrême nord-ouest de la Somalie, Kenya et nord-est de la Tanzanie ;
- Afrique australe : (Ardeotis kori kori) : extrême sud de l’Angola, Namibie, Botswana, sud du Zimbabwe et nord-ouest de l’Afrique du Sud[3].

## Conservation

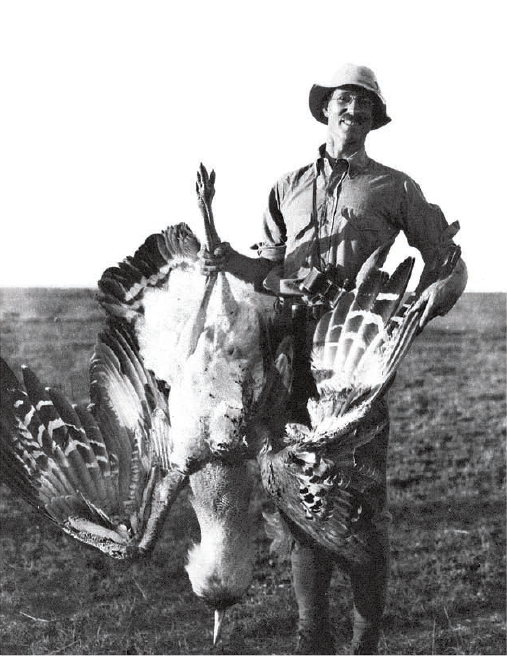
Richard Meinertzhagen avec un Outarde Kori à Nairobi au Kenya en 1915.

Espèce assez peu commune, bien que non menacée actuellement, elle devient rare dans certaines zones où elle est en concurrence avec les hommes qui transforment les zones de savanes où elle vit, en terres agricoles ou en élevage. Elle se reproduit par contre assez bien dans les zoos. Donc elle n’est pas encore classée comme espèce dite quasi-menacée (NT – Near threatened).

## Galerie

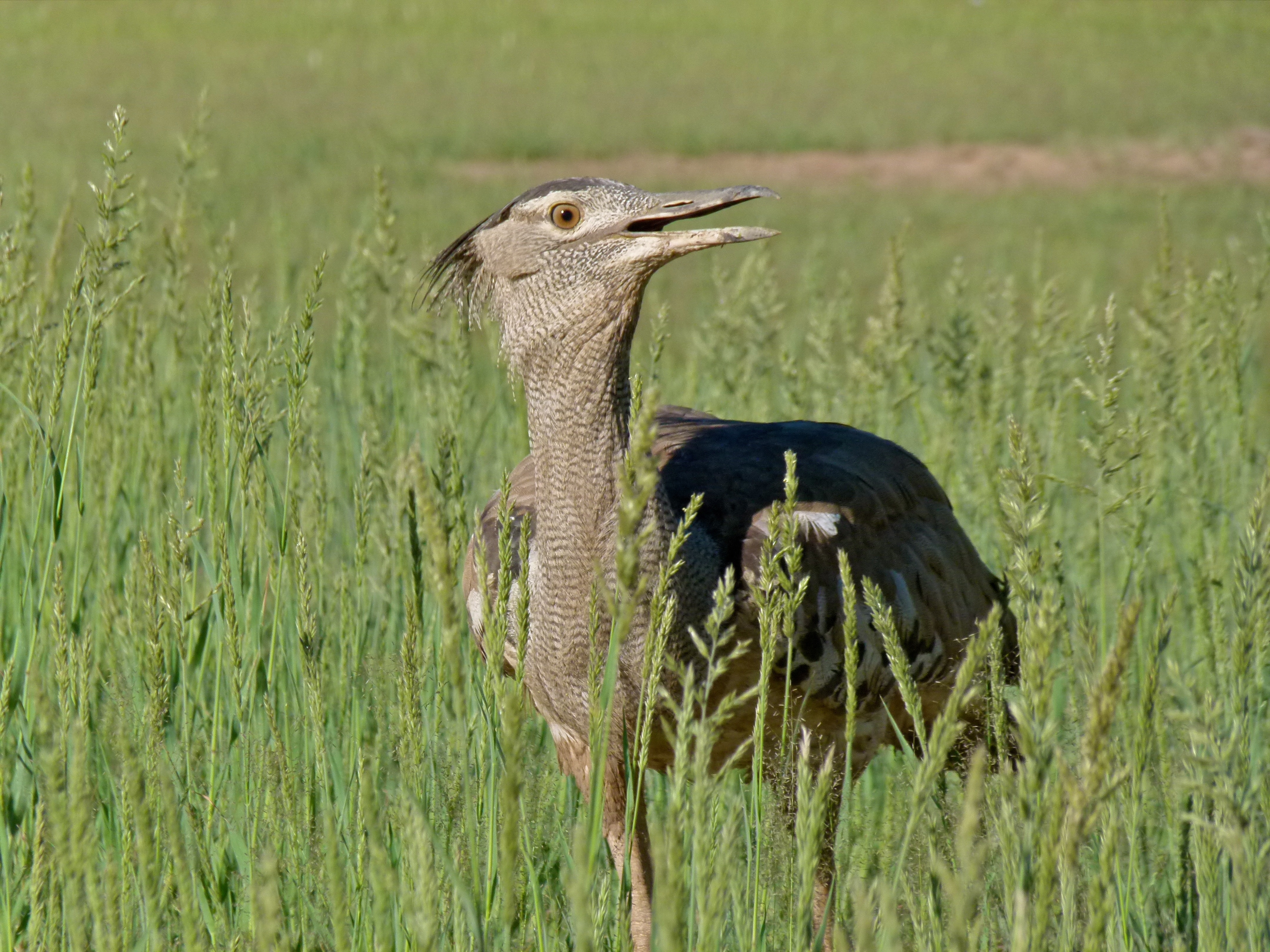
Parc transfrontalier de Kgalagadi, Afrique du Sud
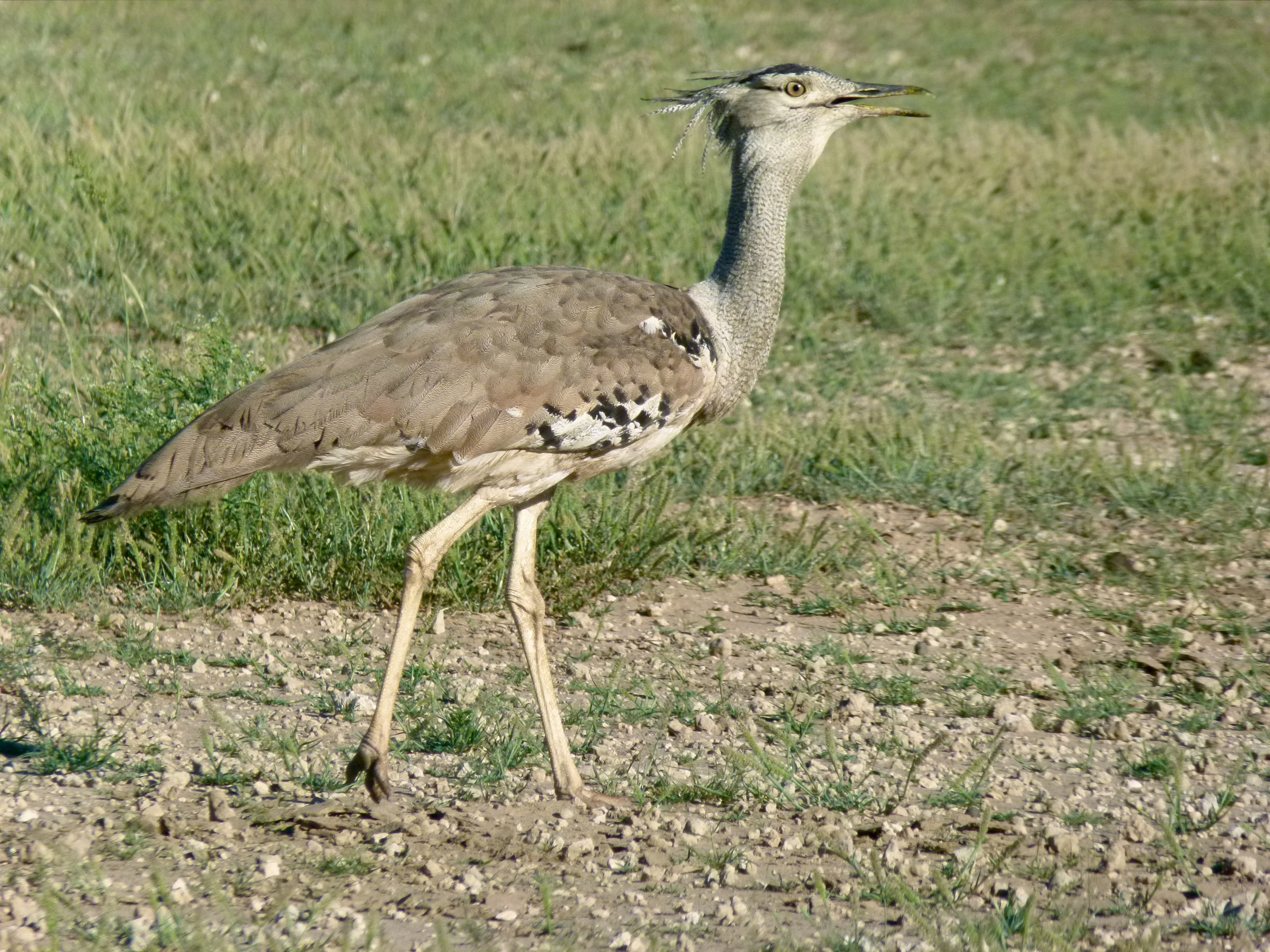
Parc transfrontalier de Kgalagadi, Afrique du Sud
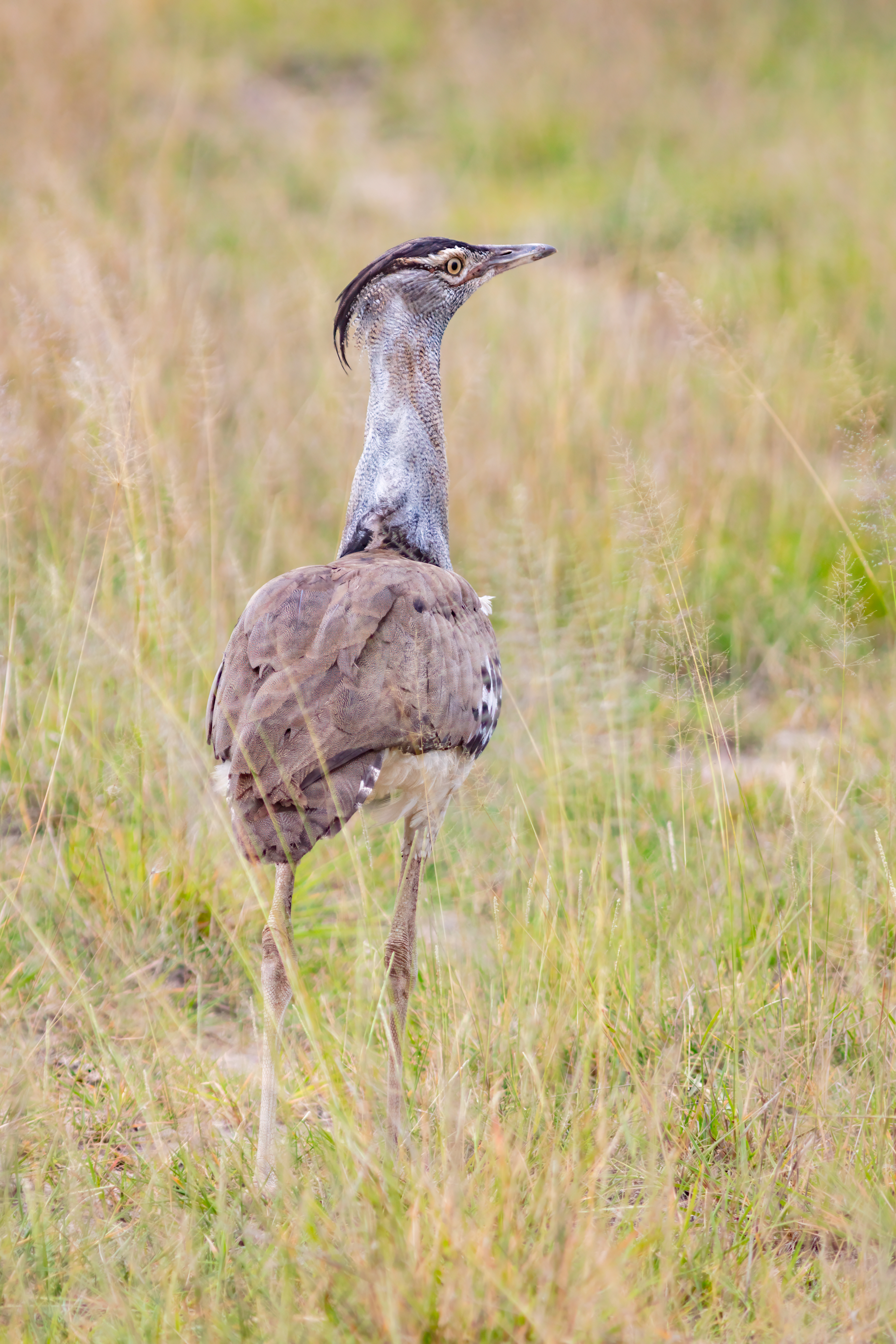
Parc national d'Amboseli, Kenya
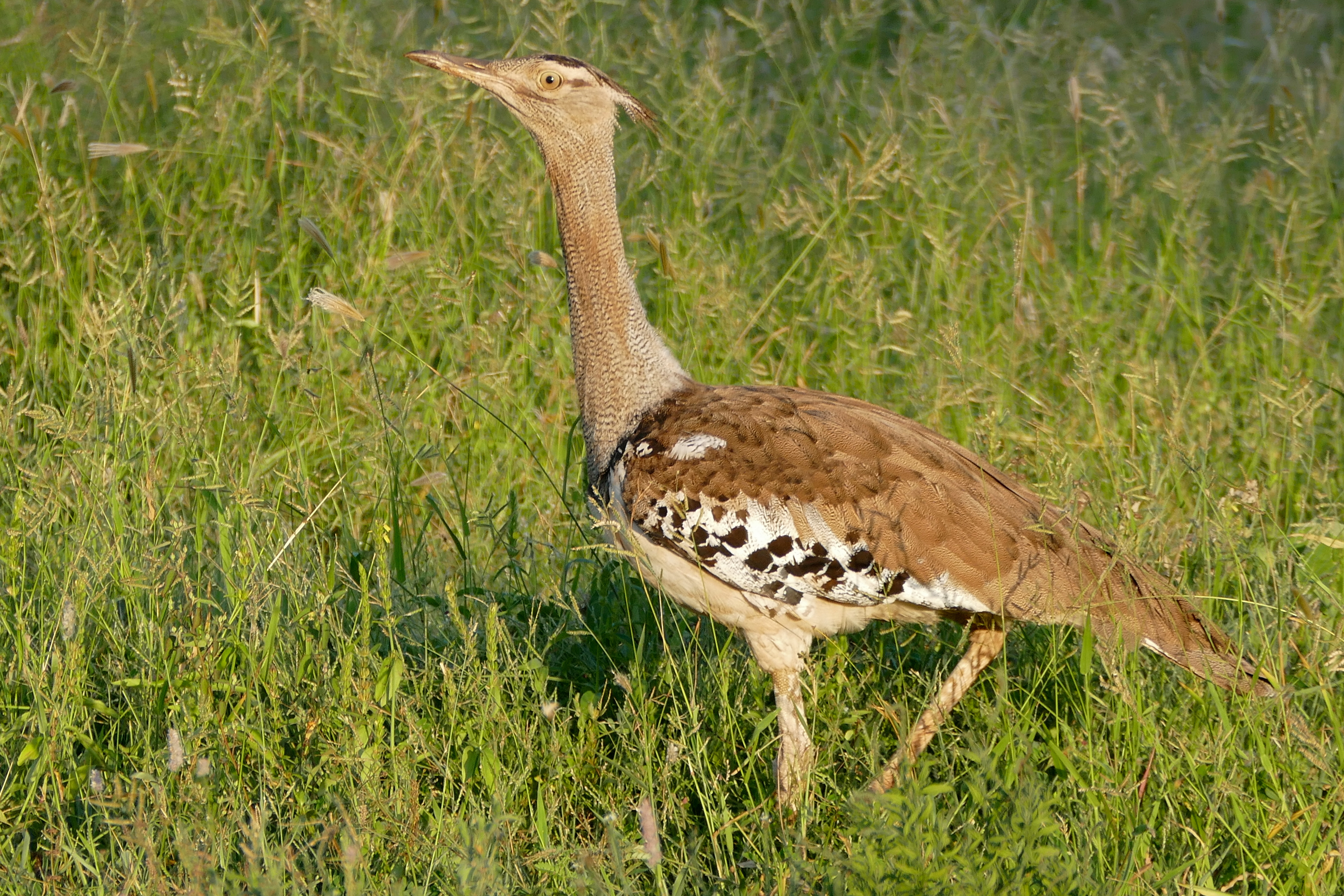
Parc national Kruger, Afrique du Sud
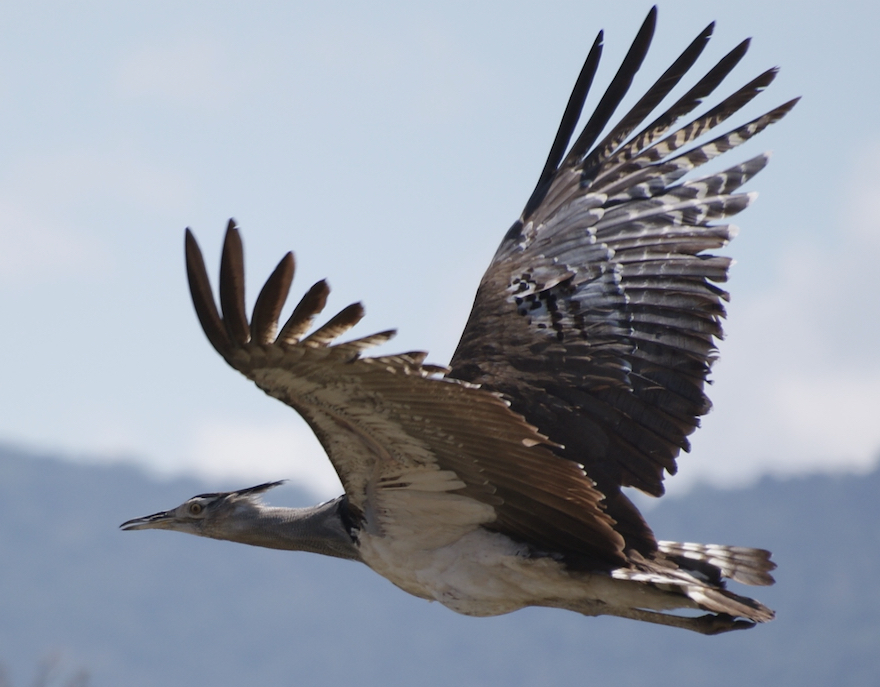
Outarde Kori en vol